# Kúðafljót
Le Kúðafljót est une rivière islandaise située dans le comté de Vestur-Skaftafellssýsla, dans la région de Suðurland. Le Kúðafljót est l'un des plus longs cours d'eau d'Islande.

## Géographie
Le Kúðafljót est né dans la partie orientale du glacier Mýrdalsjökull bien que son lit de rivière soit en réalité composé de plusieurs rivières. En moyenne, son débit est de 230 m3/s bien qu'il puisse atteindre 2 000 m3/s. Pendant de nombreux siècle, son passage a posé des difficultés car il est très large et son sable est instable. Aujourd'hui, il y a un pont dans la partie la plus étroite.

## Nom
Selon le Landnámabók, le colon irlandais Vilbaldi serait arrivé avec son navire, le Kudi, dans cette région d'où le nom de la rivière.